# 瓦尔热穆兰-于尔吕
瓦尔热穆兰-于尔吕（法語：Wargemoulin-Hurlus）是法国马恩省的一个市镇，属于圣默努区。该市镇总面积15.17平方公里，2009年时的人口为49人。

## 人口
瓦尔热穆兰-于尔吕人口变化图示